# Сатура
Сату́ра (лат. satura — смесь, всякая всячина, буквально «блюдо, изготовленное из смеси разных плодов») — жанр ранней римской литературы: сборник коротких стихотворных и прозаических произведений разнообразного содержания. Римские филологи обозначали также этим термином долитературные театральные представления этрусского образца.
Жанр возник во II веке до н. э. у Энния. Квинтилиан считал его единственным, который римляне не заимствовали у греков, а развили самостоятельно. Однако Энний, по всей видимости, ориентировался на эллинистические образцы, в том числе «Ямбы» Каллимаха и произведения Мениппа.
Сборники сатур составлялись из подчёркнуто разноплановых текстов: притч, инвектив, рассуждений на нравственные и философские темы. Отсюда название: «сатура» — блюдо, полное плодов и разнообразных семян. Несмотря на ориентированность на греческую традицию, в римской литературе жанр получил иное развитие, став, благодаря своей изначальной разнородности, истоком сразу нескольких новых поэтических жанров. В частности, дидактические мотивы выделились в жанр дидактической поэмы, любовные и автобиографические — в лирические жанры. В итоге содержание сатуры как таковой значительно сузилось, и она превратилась в самостоятельный обособленный жанр критически-инвективного характера, за которым впоследствии закрепилось название «сатира».
После Энния жанр сатуры стал основным в творчестве Гая Луцилия, написавшего 30 книг «Сатур». Луцилий сделал жанр полностью стихотворным; в ранних книгах он пользовался смесью разных размеров, а в поздних перешёл к единообразному гекзаметру. Тематика, однако, оставалась ещё разнородной: наряду со злободневными сюжетами присутствовали лирически-автобиографические. У более поздних авторов — Горация, Персия, Ювенала — жанр приобрёл ярко выраженный обличительный характер и переродился в сатиру. Архаичная же сатура с её эклектикой постепенно перестала существовать.